# Casey Neistat
Casey Owen Neistat (Gales Ferry, 25 maart 1981) is een Amerikaanse youtuber, filmproducent en mede-eigenaar van het inmiddels door CNN overgenomen socialmediabedrijf Beme.

## Jonge jaren
Casey Neistat groeide op in Connecticut, samen met zijn twee broers en zus. Op vijftienjarige leeftijd liep hij weg van huis, waarna hij zich in Virginia liet adopteren door zijn oudere broer. Toen zijn vriendin een jaar later zwanger werd, verhuisde het stel terug naar Connecticut. In april 1998 werd zijn zoon geboren.

## Carrière
In juni 2001 verhuisde Neistat definitief naar New York met als doel filmmaker te worden. Samen met zijn broer Van werkte hij freelance als The Neistat Brothers. Hieruit ontstond in 2003 iPod's Dirty Secret, een drie minuten durende film waarin kritiek wordt geleverd op het feit dat de batterij van de iPod niet vervangen kan worden. De film kreeg wereldwijde media-aandacht en vestigde tevens de aandacht op het vervangingsbeleid van Apple. In 2004 werd een serie van The Neistat Brothers, Science Experiments, uitgezonden tijdens de 26e biënnale van São Paulo.

### HBO-serie
In 2006 werden The Neistat Brothers aangenomen door Tom Scott om enkele video's te maken. Dit resulteerde uiteindelijk in een serie van acht afleveringen, die in juli 2008 door het kabeltelevisienetwerk HBO werden gekocht voor ongeveer 2,6 miljoen dollar.

### YouTube
Op 15 februari 2010 startte Casey Neistat zijn eerste YouTube-kanaal. Op dit platform plaatst hij reisverslagen, werkopdrachten en doe-het-zelfprojecten. Neistat werkte samen met bedrijven zoals Mercedes-Benz, Nike en J.Crew.
Op 26 maart 2015 begon hij een nieuwe serie op YouTube met dagelijkse vlogs over zijn werk, privéleven en reizen die hij maakt. Hij eindigde deze dagelijkse serie met een laatste vlog op 19 november 2016. Op 27 maart 2017 is hij weer begonnen met een nieuw seizoen van vlogs, maar deze keer niet dagelijks.

### Beme, Inc.
In de vlog van 8 juli 2015 maakte Neistat bekend dat hij samen met Matt Hackett, voorheen werkzaam bij Tumblr, een nieuw sociaalmediumplatform zou lanceren. De eerste versie van de Beme-app werd geïntroduceerd op 17 juli 2015. De app maakt gebruik van de nabijheidssensor van de iPhone, bedekking van de sensor zorgt ervoor dat video's met een maximale lengte van vier seconden worden opgenomen. De video wordt vervolgens meteen geüpload naar de server en gedeeld met de volgers; de gebruiker krijgt zelf niet de kans om de video te bekijken of te bewerken.
Volgers kunnen de video eenmalig bekijken en kunnen tegelijkertijd feedback sturen door op het scherm te tikken en zo een selfie te sturen.

## Privéleven
Op 18 februari 2013 verloofde Neistat zich op een brug in Amsterdam. Op 29 december 2013 trouwde hij in Kaapstad, met Candice Pool. Neistat heeft twee dochters met zijn echtgenote en een zoon uit een vorige relatie.